# 부타부테구

부타부테 구

부타부테구(Butha-Buthe)는 레소토의 구로, 행정 중심지는 부타부테이며 면적은 1,767km2, 인구는 109,529명(2006년 기준)이다. 북쪽으로는 남아프리카 공화국 프리스테이트 주와 인접해 있으며 남동쪽으로는 모코틀롱 구, 남쪽으로는 레리베 구와 인접해 있다.